# Първа световна война
Първата световна война е военен конфликт, продължил от 28 юли 1914 до 11 ноември 1918 година. В него се включват повечето Велики сили, обединени в две противостоящи коалиции – Антантата (Франция, Руска империя, Великобритания, Сърбия, впоследствие САЩ и други държави), срещу Централните сили (Германия, Австро-Унгария, Османска империя и България). Над 70 милиона войници, от които 60 милиона европейци, са мобилизирани в една от най-тежките войни в човешката история. Убити са повече от 15 милиона души, което прави Първата световна война една от най-унищожителните. В периода 1918 – 1939 г. е наричана само Световната война, Голямата война или Европейската война.
Непосредствен повод за започването на войната е атентатът в Сараево на 28 юни 1914 година, но конфликтът има по-дълбоки причини, водеща сред които е империалистичната политика на Великите сили. Започналата война между Сърбия и Австро-Унгария задейства системата от военни съюзи, възникнала в Европа през предходните десетилетия, и седмици след нейното начало основните европейски сили се включват във войната, която скоро се разпростира и в техните колонии по целия свят.
Военните действия започват с германско настъпление в Белгия и Люксембург, за да настъпват от равнините, австро-унгарско настъпление в Сърбия и руско нападение срещу Прусия. След като германското настъпление към Париж е спряно, на Западния фронт се води статична окопна война с фронтова линия, която почти не се променя до 1917 година. На Източния фронт руската армия напредва успешно срещу австро-унгарците, но е отблъсната от германските войски. Нови фронтове се откриват с влизането във войната на Османската империя по-късно през 1914 година, България и Италия през 1915 година и Румъния през 1916 година. През 1917 година Русия и Румъния са принудени да излязат от войната. Опитът за решително германско настъпление на Западния фронт през 1918 година е спрян след намесата на Съединените щати. През следващите месеци Централните сили капитулират една по една, като краят на войната е поставен в 11 часа на 11 ноември 1918 година с подписаното от Германия примирие.

## Причини и повод
Поводът за войната е убийството на австро-унгарския престолонаследник Франц Фердинанд на 28 юни 1914 година от сръбския студент Гаврило Принцип (1894 – 1918) в Сараево. Причините за войната обаче лежат дълбоко в международните отношения и преразпределянето на колонии. Австро-Унгария иска от Сърбия да се проведе разследване по повод убийството на Франц Фердинанд, в което Австро-Унгария да участва. Сърбия отказва и в резултат бива нападната от империята. Всъщност убийството на австро-унгарския престолонаследник е само повод, зад който Австро-Унгарската империя, подкрепяна от Германия, се прикрива, за да може да удовлетвори своите политически интереси (главно на Балканите). Твърдата подкрепа, която държавите от Антантата оказват на Сърбия и която я подтиква към неотстъпчивост, също е резултат от политиката им на противопоставяне и на стремежа им към съкрушаване на разрастващата се мощ на Централните сили.
| „                                                                                     | Локалната криза, дала ход на Първата световна война, не е от значение за европейското равновесие на силите и casus belli (поводът за война – бел.цит.) е толкова случаен, колкото и безразсъдна е предшестващата дипломация. На 28 юни 1914 г. Франц Фердинанд, наследник на хабсбургския трон, заплаща с живота си за необмисления ход на Австрия да анексира Босна и Херцеговина през 1908 г. Дори и начинът на неговото убийство не избягва изключителната смесица от трагизъм и абсурд, бележеща разпадането на Австрия. Младият сръбски терорист не успява в първия си опит да убие Франц Фердинанд, като вместо него ранява шофьора на ерцхерцога. След като пристига в губернаторската резиденция и нахоква австрийските администратори за небрежността им, Франц Фердинанд, придружаван от съпругата си, тръгва да посети жертвата на атентата в болницата. Новият шофьор на кралската двойка завива в погрешна посока и, връщайки на заден ход, спира пред смаяния убиец, който в това време гаси разстроените си чувства с алкохол в тротоарното кафене. След като самото Провидение му изпраща наново жертвите, този път той не греши. Така един избегнат първоначално инцидент с неотвратимостта на гръцка трагедия се превръща в стихиен пожар. Тъй като съпругата на ерцхерцога не е с кралска кръв, никой от европейските монарси не присъства на погребението. Едно събиране на коронованите глави би им дало възможност да обменят мнения и те може би нямаше с такава охота да влязат във война няколко седмици по-късно заради един терористичен акт. ... От множеството куриозни аспекти на прелюдията към войната един от най-странните е, че в началото не се случва нищо. Вярна на своя стил, Австрия протака, отчасти защото Виена се нуждае от време, за да преодолее нежеланието на унгарския премиер Ищван Тиса да изложи на риск империята. Накрая той отстъпва и на 23 юли Виена изпраща на Сърбия 48-часов ултиматум с преднамерено неизпълними условия. Но със закъснението си Австрия губи преимуществото от първоначално преобладаващото възмущение от убийството. ... В продължение на цял месец след атентата австрийската дипломация се задвижва мудно. След това за по-малко от седмица идва лудият бяг към катастрофата. Австрийският ултиматум поставя събитията извън контрола на политическите водачи. Отправянето на ултиматума дава във всяка от големите страни начален тласък за необратима надпревара в мобилизацията. По ирония на съдбата сигналът за тази надпревара идва от единствената държава, за която мобилизационните програми нямат особено значение. Австрийските военни планове са останали старомодни, несвързани с бързината. За тях не е важно на коя седмица ще започне войната, стига австрийските армии рано или късно да са в състояние да бият Сърбия. Австрия е предала ултиматума си на Сърбия, за да предотврати всякакво посредничество, а не за да ускори военните операции. Австрийската мобилизация не застрашава друга велика сила, тъй като е необходим месец, докато бъде завършена. Парадоксът от юли 1914 г. е, че страните, които имат политически причини да влязат във война, не са си изработили неотклонни мобилизационни планове, докато народите с такива планове, като Германия и Русия, нямат политически причини да воюват. | “ |
| Хенри Кисинджър, „Дипломацията“, КК „Труд“, 1997 г., ISBN 594-528-069-7, с. 181 – 184 | |   |

## Съотношение на страните в началото на войната[9]
| Централни сили | Централни сили                       | Централни сили               | Централни сили                     | Централни сили  | Централни сили       | Централни сили | Централни сили | Централни сили                |
| Страна         | Население (в милиони)                | Кадрова армия                | Армия в началото на войната        | Пехотни дивизии | Кавалерийски дивизии | Леки оръдия    | Тежки оръдия   | Армия в края на мобилизацията |
| -------------- | ------------------------------------ | ---------------------------- | ---------------------------------- | --------------- | -------------------- | -------------- | -------------- | ----------------------------- |
| Германия       | 64,9 (метрополия) 12,3 (в колониите) | 768 000                      | 2 147 000                          | 121,5           | 11                   | 7,312          | 2076           | 3 822 000                     |
| Австро-Унгария | 52,8                                 | 478 000                      | 1 421 000                          | 49,5            | 11                   | 3,920          | 168            | 2 300 000                     |
| Общо           | 117,7 12,3 (в колониите)             | 1 246 000                    | 3 568 000                          | 171             | 22                   | 11 232         | 2244           | 6 122 000                     |
| Антанта        |                                      |                              |                                    |                 |                      |                |                |                               |
| Страна         | Население (в милиони)                | Кадрова армия                | Армия в началото на войната        | Пехотни дивизии | Кавалерийски дивизии | Леки оръдия    | Тежки оръдия   | Армия в края на мобилизацията |
| Русия          | 169,4                                | 1 284 000                    | 2 500 000                          | 122             | 36,5                 | 6848           | 240            | 5 461 000                     |
| Франция        | 39,6 (метрополия) 55,5 (в колониите) | 884 000                      | 2 689 000                          | 92              | 10                   | 3960           | 688            | 3 781 000                     |
| Великобритания | 47 (метрополия) 393,5 (в колониите)  | 411 000 (с индийската армия) | 567 000 (с резерви и териториални) | 6               | 1                    |                |                | 1 000 000                     |
| Белгия         | 7,7 (метрополия) 15 (в колониите)    | 100 000                      | 166 000                            | 6               | 1                    | 656            | 85             | 175 000                       |
| Сърбия         | 4,5                                  | 52 000                       | 247 000                            | 12,5            | 1                    | 564            | —              | 380 000                       |
| Черна гора     | 0,44                                 | 2000                         | 60 000                             | —               | —                    | —              | —              | 60 000                        |
| Общо           | 248,64 464 (в колониите)             | 2 733 000                    | 6 229 000                          | 238,5           | 49,5                 | 12 132         | 1013           | 10 857 000                    |

## Театри и фронтове

### Европейски театър
Въпреки че и в други части на света има значителни сблъсъци, основната част от военните действия през Първата световна война се водят в Европа. Самата война започва и завършва с бойни действия на Европейския театър. Тук тя се води на няколко отделни фронта, ограждащи почти напълно Централните сили.
Действията на Западния фронт се водят на територията на Белгия, Люксембург и североизточна Франция, от неутралната Швейцария на юг до Северно море на север. Със започването на войната Германия предприема настъпление по целия фронт и овладява почти напълно Белгия и някои от важните промишлени области на Франция. Настъплението е спряно с битката при Марна през септември. През следващите години фронтовата линия почти не се измества, но непрекъснато се водят тежки боеве, като броят на жертвите от двете страни достига 2,5 милиона души. От страната на Антантата в боевете участват значителни британски сили, както и по-малки части на други френски съюзници, а през 1917 година се включват и американски войски. Австро-Унгария също изпраща известни подкрепления на Германия.
Френските жертви достигат почти милион и половина души.
На север от Западния фронт, в Северно море и северната част на Атлантическия океан, флотите на Великобритания и Германия се борят за надмощие, за да затруднят доставките на храни и военни материали за противника. Във военните действия за пръв път широко се използват подводници. Макар че сблъсъците продължават до самия край на войната, британският флот успява да установи морска блокада на Германия, което оказва значително влияние върху крайния изход от войната. През целия период на войната Балтийско море остава под контрола на германския флот, като руснаците не правят сериозни опити да му се противопоставят.
Източният фронт първоначално започва от Балтийско море и достига до границите на Румъния, а след нейното влизане във войната през 1916 г. – до Черно море. Военните действия започват през август 1914 г. с настъпление на Русия срещу Германия в Източна Прусия и срещу Австро-Унгария в Галиция. В северната част на фронта руснаците бързо са спрени с битката при Таненберг, но в битката за Галиция постигат успех и германците са принудени да изпратят подкрепления, за да спрат напредването им към Краков. През пролетта на 1915 г. Централните сили преминават в настъпление и до средата на годината овладяват по-голямата част от Полша и стабилизират трайно новата фронтова линия. През август 1916 г. Румъния влиза във войната на страната на Антантата, но до края на годината по-голямата част от страната със столицата Букурещ е окупирана от четирите Централни сили. През лятото на 1917 г. Русия прави последен неуспешен опит за контранастъпление. През ноември Русия изпада в тежка политическа криза и се изолира от съюзниците си. През декември Румъния и Русия излизат от войната. Макар да налагат контрол върху петролните находища в Румъния, Централните сили не успяват да освободят значителни човешки ресурси, тъй като под тяхна окупация попадат обширни области в Източна Европа, обхванати от политически безредици.
На Балканския театър военните действия протичат в два обособени етапа. Макар цялата война да започва във връзка с конфликта между Сърбия и Австро-Унгария, Сръбската кампания първоначално протича с ниска интензивност, поради ангажирането на Австро-Унгария на Източния фронт. Двете страни воюват с променлив успех, като сърбите еднократно успяват да пресекат границата, а австро-унгарците за кратко превземат Белград. Решителен обрат е постигнат през есента на 1915 година, когато България се намесва във войната на страната на Централните сили и българските и австро-унгарски войски завземат територията на Сърбия, Черна гора и Северна Албания.
Сърбия не получава особена подкрепа от своите съюзници Франция и Великобритания, ангажирани в опит да създадат логистична връзка с Русия чрез овладяване на Черноморските проливи в битката за Галиполи. През октомври 1915 година те все пак успяват да се укрепят по северната граница на Гърция, образувайки Солунския фронт. От страната на Антантата през различни периоди на него воюват части на Великобритания, Франция, Сърбия, Гърция, Русия и Италия, а от страната на Централните сили – на България, Германия и Австро-Унгария. Линията на фронта се запазва без значителни промени до есента на 1918 година, когато пробивът при Добро поле довежда до капитулацията на България и изтеглянето на Централните сили от централната част на Балканите.
Италианският фронт е образуван през май 1915 година, когато започват военните действия между Италия и Австро-Унгария. Боевете се водят с променлив успех в ограничен район на Североизточна Италия. През по-късните етапи на войната австро-унгарските сили на Италианския фронт получават подкрепления от Германия, а италианските – от Великобритания, Франция и Съединените щати.

### Близкоизточен театър
Близкоизточният театър на военните действия през Първата световна война е театърът на военните действия между Османската империя и държавите от Антантата. Сраженията тук започват през ноември 1914 г.
Поради различни географски и политически условия бойните действия в Близкия изток се разпадат на няколко отделни военни кампании, които се водят независимо една от друга. От тях най-важни са руско-турският Кавказки фронт в източната част на Анадола, действията на руските войски в Персия, Дарданелската операция, както и действията на британските войски в Палестина и Месопотамия.
Още от началото на войната всяка от воюващите коалиции се опитва да привлече Османската империя на своя страна. Империята иска да възвърне загубените си територии и да отвоюва Египет и Кипър от Англия, Солун и Крит от Гърция, Триполи от Италия, да даде отпор на България и Сърбия. Непосредствено преди войната на власт в империята идва младотурската групировка на Тримата паши и в страната се установява силно германско влияние, защото Германия се застъпва за териториалната цялост на Турция, а също така обещава и нови териториални придобивки. Тези уверения са скрепени със специално съглашение между Германия и Турция, подписано на 6 август 1914 г.
На 30 октомври 1914 г. турски кораби бомбардират руските пристанища Севастопол, Феодосия, Новоросийск и Одеса. В отговор на това Русия обявява война на Османската империя. На 8 ноември турски войски навлизат на територията на провинция Ирански Азербайджан в Иран, нарушавайки неутралитета на страната, и овладяват западната част на провинцията.
Основният фронт на Близкоизточния военен театър е Кавказкият, където още в началото на ноември 1914 г. се провеждат първите насрещни сражения между руски и турски войски. На 21 ноември руснаците преминават в общо настъпление и нанасят тежки загуби на турците, които в първите боеве на войната губят 15 000 убити, ранени и пленени.
След първите сражения, Саръкамъшкият отряд на руската армия се оказва откъснат напред от основните сили. Турското командване решава да се възползва от това и на 22 декември 1914 г. започва настъпление към град Саръкамъш, който има важно стратегическо значение, създавайки тежко положение за руските войски. В хода на ожесточените боеве руснаците успяват да удържат града (на 31 декември турските войски получават заповед за отстъпление) и на свой ред преминават в настъпление на 3 януари 1915 г. Саръкамъшката операция завършва с тежко поражение на 3-та турска армия, която губи 90 хил. убити, ранени и пленени, и 60 оръдия. В резултат на операцията руската армия пренася военните действия изцяло на територията на Турция.
Едновременно със сраженията в Кавказ боеве започват и в други региони на Близкия Изток. Главна цел на англичаните е овладяването на Месопотамия, богата на нефт. На 4 ноември британските войски със съдействието на Кралския военноморски флот извършват десант в Ел-Фао и, придвижвайки се на север, овладяват Басра. Към края на 1914 г. англичаните трайно са окупирали района на Персийския залив и Долна Месопотамия.
В района на Палестина и Сирия, до 18 ноември 1914 г., 4-та турска армия овладява Синайския полуостров и продължава настъплението си към важния Суецки канал.

### Африкански театър
Африканският театър на военните действия през Първата световна война е сцената на бойните действия в Африка, между войските на Германия и Антантата.
Една от главните задачи през войната на страните от Антантата е завладяването на африканските колонии на Германската империя – Того, Камерун, Германска Източна и Югозападна Африка, които са под контрола на Германия и са слабо защитени. Поради пълното господство на Кралския военноморски флот на Великобритания, още в началото на войната германските колонии се оказват откъснати от метрополията и не са в състояние да получават оттам подкрепления и боеприпаси. Освен това те отвсякъде са заобиколени от колонии, принадлежащи на противниците им – страните от Антантата.
Малката колония Того е завладяна от британски и френски войски още през август 1914 г.
Нахлуването на войските на Южноафриканския съюз в Югозападна Африка е забавено заради въстанието на бурите, потушено в края на 1914 г., но през януари 1915 г. южноафриканската армия започва настъпление. През юли, немските войски в Югозападна Африка се предават.
През 1916 г. прекратява съпротивата и колонията Камерун, откъдето повечето защитници избягват в съседната Испанска Гвинея.
Само в Източна Африка германците успяват да окажат сериозна съпротива. Тук боевете продължават до края на войната. Командващ на германските колониални войски в Африка е полковник Летов-Форбек.

### Азиатско-тихоокеански театър
Влизане във войната на Япония
През август 1914 година страните от Антантата (преди всичко Англия) успяват да убедят Япония да воюва против Германия, не зачитайки това, че тези две страни не са имали съществени конфликти. На 15 август Япония поставя на Германия ултиматум, че трябва да изведе войските си от Китай, а на 23 август обявява война на европейската държава. В края на август японската войска започва обсадата на Циндао, единствената немска военноморска база в Китай, завършила на 7 ноември с капитулацията на германския гарнизон.
През септември-октомври Япония активно пристъпва към превземане на островните колонии и бази на Германия (Германска Микронезия и Германска Нова Гвинея). На 12 септември са завзети Каролинските острови, а на 29 – Маршаловите острови. През октомври японците нахлуват на Каролинските острови и превземат ключовото пристанище Рабаул. Германска Самоа е окупирана от новозеландски части в края на август. Австралия и Нова Зеландия сключват с японците договор за разделяне на германските колонии, като за това е признат за линия на интересите екваторът. Силите на немците в района са незначителни и бързо отстъпват пред японците, тъй че военните действия не са съпроводени от големи жертви.
Участието на Страната на изгряващото слънце на страната на Антантата се оказва крайно изгодно за Русия, като напълно обезопасява азиатската ѝ част.

## Ход на военните действия

### През 1914 година
На 28 юли 1914 година Австро-Унгария обявява война на Сърбия и нахлува в нейната територия. Русия започва мобилизация. За приключването на този бавен процес са нужни около 6 седмици, защото трябва да събере войските си, намиращи се и в азиатската част на страната. В отговор Германия обявява война на Русия на 1 август, на Франция на 3 август и навлиза в Белгия, която е неутрална. Германия цели бърз пробив към сърцето на Франция – Париж, като в същото време избегне боеве по силно укрепената френско-германска граница.
На 4 август, използвала като повод нахлуването на немски войски в Белгия, Великобритания влиза във войната. Франция и Великобритания имат предварителна информация за стратегията на Германия – нахлуване във Франция през Белгия (виж план Шлифен). Франция също така има сключен отбранителен съюз с Русия с цел отбрана срещу Германия. През август и септември 1914 г. германците навлизат дълбоко във Франция, но в сражението при река Марна (5-12 септември) са спрени. В следващите 4 години на Западния фронт се налага позиционна, окопна война. По същото време Русия навлиза в Източна Прусия, което принуждава Германия да изтегли силите си от Западния фронт. Все пак руснаците са победени при Таненберг. Опасността от нахлуване дълбоко в тила на немците е предотвратена.

### През 1915 година
Тежката военна обстановка принуждава Централните сили и Антантата да търсят нови съюзници. След година колебание на 14 октомври (1 октомври стар стил) 1915 година България се включва във войната на страната на Централните сили, тъй като само те ѝ гарантират незабавното връщане на Вардарска Македония и обещават съдействие за получаване на териториите, отнети от Румъния и Гърция. През есента на 1915 година българските войски, заедно с тези на съюзниците, разгромяват в няколко битки сръбската армия; сръбският крал и остатъците от сръбската армия се спасяват с бягство през албанските планини към адриатическото крайбрежие, откъдето са евакуирани, благодарение на съглашенски кораби, на остров Корфу. Поморавието, Нишко и Македония са превзети от българската войска.

### През 1916 година
В края на август 1916 година, Румъния се включва във войната на страната на Антантата, но претърпява тежки поражения и Букурещ е превзет от войските на Четворния съюз през декември. I българска армия настъпва в Беломорска Македония и превзема Лерин и възвишенията Чеган. Втора българска армия настъпва от Беломорска Тракия и превзема Драма, Валовища, Бутково. Пленен е демобилизираният IV гръцки корпус със значително въоръжение. От септември до декември на Македонския фронт се развива голямото съюзническо Битолско настъпление, което завършва с превземането на Битоля от съглашенците и стабилизирането на фронтовата линия.

### През 1917 година
|                  | Централни сили       | Централни сили  | Антанта              | Антанта |
| Пехотни дивизии  | Кавалерийски дивизии | Пехотни дивизии | Кавалерийски дивизии |         |
| ---------------- | -------------------- | --------------- | -------------------- | ------- |
| Източен фронт    | 128,5                | 23              | 232                  | 42      |
| Западен фронт    | 135                  | 0               | 181                  | 12      |
| Италиански фронт | 31                   | 0               | 57                   | 4       |
| Балкански фронт  | 15,5                 | 1               | 25                   | 3       |
| Общо             | 310                  | 24              | 495                  | 61      |

Във външната си политика САЩ следват Доктрината Монро и вземат решение да не се бъркат в европейските работи (т.нар. изолационизъм). Но през 1917 те все пак биват принудени да влязат във войната на страната на Антантата, защото жестоката подводна война, започната от Германия, застрашава трансатлантическите превози и Америка търпи значителни човешки загуби (например гибелта на парахода „Лузитания“, потопен от немците през май 1915, причинява смъртта на 115 американци).
През април 1917 г. САЩ обявява война на Германия.
На 22 декември в Брест-Литовск започват преговори между делегациите на съюзниците Германия, Австро-Унгария, България и Турция и пратениците на болшевишкото правителство.

### През 1918 година
|                  | Централни сили       | Централни сили  | Антанта              | Антанта |
| Пехотни дивизии  | Кавалерийски дивизии | Пехотни дивизии | Кавалерийски дивизии |         |
| ---------------- | -------------------- | --------------- | -------------------- | ------- |
| Западен фронт    | 192                  | 0               | 171                  | 10      |
| Италиански фронт | 42                   | 0               | 60                   | 4       |
| Източен фронт    | 93                   | 7               | 18                   | 2       |
| Балкански фронт  | 14                   | 1               | 25,5                 | 1,5     |
| Общо в Европа    | 341                  | 8               | 274,5                | 17,5    |
| Близък изток     | 46                   | 2               | 14                   | 6       |

През 1918 година войната приключва, победител е Антантата. Но тя трябва да се справи с последните атаки на немците. През пролетта на същата година Германия предприема широкомащабно настъпление на Западния фронт. Целта е да се стигне до Париж преди американците да пристигнат, като така французите могат да бъдат окончателно победени. Достигнати са позициите от 1914 година, но за повече Германия няма сили и е спряна. Лятото е белязано с настъпление на Антантата. Немците са изтласкани и скоро е подписано Компиенското примирие – войната на запад е прекратена. Още преди това са капитулирали България (29 септември), Османската империя (30 октомври) и Австро-Унгария (3 ноември).
След пробива при Добро поле и победата при Дойран България, разчитайки на прокламираните принципи на президента Уилсън за следвоенното устройство, сключва Солунското примирие и излиза от войната. При края на войната България е сред победените. Принципите на президента Уилсън са игнорирани от Британия и Франция и по силата на Ньойския мирен договор страната е принудена да се откаже от част от териториите си – Южна Добруджа за втори път е предадена на Румъния, а Беломорска Тракия (крайбрежието на Егейско море между реките Марица и Места), като временен мандат – на Съглашението, което впоследствие я дава на Гърция с ангажимента за икономически излаз на България на Бяло море – ангажимент, който гърците не изпълняват.

## Хронология
| Дата                 | Кой обявява война          | На кого е обявена война |
| -------------------- | -------------------------- | ----------------------- |
| 28 юли 1914 г.       | Австро-Унгария             | Сърбия                  |
| 1 август 1914 г.     | Германия                   | Русия                   |
| 3 август 1914 г.     | Германия                   | Франция                 |
| 4 август 1914 г.     | Великобритания             | Германия                |
| 5 август 1914 г.     | Черна гора                 | Австро-Унгария          |
| 6 август 1914 г.     | Австро-Унгария             | Русия                   |
| 6 август 1914 г.     | Сърбия                     | Германия                |
| 6 август 1914 г.     | Черна гора                 | Германия                |
| 12 август 1914 г.    | Великобритания и Франция   | Австро-Унгария          |
| 23 август 1914 г.    | Япония                     | Германия                |
| 2 ноември 1914 г.    | Русия                      | Османска империя        |
| 5 ноември 1914 г.    | Великобритания и Франция   | Османска империя        |
| 23 май 1915 г.       | Италия                     | Австро-Унгария          |
| 14 октомври 1915 г.  | България                   | Сърбия                  |
| 19 октомври 1915 г.  | Русия                      | България                |
| 9 май 1916 г.        | Германия                   | Португалия              |
| 27 август 1916 г.    | Румъния                    | Австро-Унгария          |
| 28 август 1916 г.    | Италия                     | Германия                |
| 1 септември 1916 г.  | България                   | Румъния                 |
| 6 април 1917 г.      | САЩ                        | Германия                |
| 27 юни 1917 г.       | Гърция                     | Германия                |
| 22 юли 1917 г.       | Тайланд                    | Германия                |
| 14 август 1917 г.    | Китай                      | Германия                |
| 26 октомври 1917 г.  | Бразилия                   | Германия                |
| 7 декември 1917 г.   | САЩ                        | Австро-Унгария          |
| 12 юли 1917 г.       | Хаити                      | Германия                |
| 19 юли 1917 г.       | Хондурас                   | Германия                |
| 29 септември 1918 г. | подписано примирие в Солун |                         |
| 11 ноември 1918 г.   | край на войната            | край на войната         |

## Край на войната

### Капитулация на страни от Антантата
- Русия – 3 март 1918 (Брест-Литовски мирен договор)
- Румъния – 7 май 1918 (Букурещки мирен договор)

### Капитулация на страните от Централните сили
- България – 29 септември 1918
- Османска империя – 30 октомври 1918
- Австро-Унгария – 3 ноември 1918
- Германия – 11 ноември 1918

### Мирни договори след Първата световна война
На 18 януари 1919 г. в Огледалната зала на Версайския дворец се открива конференция за подписването на мирни договори с победените държави. В нея участват 27 държави. Делегации на победените и на РСФСР не се допускат. Конференцията създава свои органи – Съвет на десетте, съставен от държавните глави и министрите на външните работи на САЩ, Англия, Франция, Италия, Япония, и Съвет на петте, които включва само министрите. Основни проблеми на конференцията обаче се решават от т.нар. „голяма тройка“ – британският министър-председател Лойд Джордж, френският му колега Жорж Клемансо и американският президент Удроу Уилсън.
| Държава          | Договор                                                                                         | Териториални клаузи | Военни ограничения | Репарации                                                                                           |
| ---------------- | ----------------------------------------------------------------------------------------------- | --- | --- | --------------------------------------------------------------------------------------------------- |
| Германия         | Версайски договор 28 юни 1919 (в сила от 10 януари 1920)                                        | Отстъпени територии: Елзас и Лотарингия (на Франция); Ойпен и Малмеди (на Белгия); Позен и Западна Прусия (на Полша); Данциг (свободен град); Мемел (на ОН), Саарска област – временно под контрол на ОН, части от Горна Силезия (на Полша), Северен Шлезвиг (на Дания) | Демилитаризиране и временна съюзническа окупация на Рейнска област, премахване на задължителната военна повинност, разпускане на Генералния щаб, ограничаване на армията до 100 000 души, разоръжаване под съюзнически контрол, ограничения на флотата и тежката артилерия, забрана за танкове, авиация и подводници. Германия също така няма право на военни училища. | 132 милиарда златни марки                                                                           |
| Австрия          | Сен-Жерменски договор 10 септември 1919 (в сила от 16 юли 1920)                                 | Забрана за аншлус с Германия; Бохемия, Моравия и Силезия към Чехословакия, Тешен към Полша; Бургенланд – към Австрия след плебисцит 1921 г.; Шопрон – към Унгария; Буковина – към Румъния; Южен Тирол, Триест, Истрия с част от Крайна и Каринтия, Далмация и Далматинските острови – към Италия; Словенска Каринтия с Клагенфурт след плебисцит 10 октомври 1920 г. – към Австрия. | 30-хилядна армия, без тежка артилерия | Задължително плащане на репарация, конфискация на целия военен и търговски флот.                    |
| България         | Ньойски договор 27 ноември 1919 (в сила от 1 юни 1920)                                          | Южна Добруджа – към Румъния; Западните покрайнини и Струмишко – към КСХС; Беломорска Тракия (около 8700 km2) след автономен режим към Гърция. | 20 000 – доброволци в армията, 10 000 – за жандармерията, 3000 за погранична стража | 2 250 000 000 златни франка за 37 години                                                            |
| Унгария          | Трианонски договор 4 юни 1920 (в сила от 26 юли 1921)                                           | Трансилвания и Източен Банат – към Румъния; Хърватско, Западен Банат и Бачка към СХС; Словакия и Закарпатска Украйна – към Чехословакия; отказ от претенции към Фиуме | 35-хилядна армия, отмяна на военна повинност, наемна армия, няма право на авиация, танкове и тежка артилерия, целия флот подлежи на унищожение или предаване на съюзниците. | Конфискация на целия военен флот.                                                                   |
| Османска империя | Севърски договор 10 август 1920 (договорът не е признат от Кемал Ататюрк, направени са промени) | Тракия с Дарданелите, Егейските острови и Смирна – към Гърция; Сирия и Ливан към Франция; Ирак, Палестина, Кипър и Египет към Великобритания; Кюрдистан – евентуална бъдеща автономия; Турска Армения – свободна държава; Триполитания – към Италия | 50-хилядна армия, без подводници и авиация | Финансов и военен контрол от страна на победителите, международен контрол и управление на проливите |

## Последици от войната
Икономическите загуби възлизат на 360 млрд. долара. Около 10 милиона души са убити, други 20 милиона са ранени. В резултат на загубата Вторият Германски Райх изчезва. Има и много териториални загуби: източните части на Германия стават притежание на Полша.
В края на войната европейските страни от Антантата (с изключение на Русия) дължат на Съединените американски щати около 10 млрд. щатски долара, от които 4 млрд. са дълг на Великобритания. Същевременно Русия дължи 7 млрд. щатски долара на Великобритания. На 1 август 1922 г. Великобритания предлага всички дългове, породени от войната, да бъдат опростени. В резултат САЩ намалява лихвите по плащанията на Великобритания от 5% на 3,5%. Крайната сума, която Великобритания трябва да плаща на САЩ, е 35 млн. стерлинга годишно за период от 62 години. Сходни отстъпки са направени и за останалите съюзници. Оказан е огромен финансов натиск върху Германия. САЩ получава три пълни годишни плащания от Великобритания, които Великобритания получава от Германия.